# Parkeringsförmån
Parkeringsförmån, enligt skattelagstiftningen i Sverige en skattepliktig förmån en anställd person kan ha, nämligen att få parkera sin privata bil gratis vid arbetsplatsen eller andra platser, subventionerat av arbetsgivaren, där det annars kostar pengar att få parkera.
Detta har i ett antal år varit skattepliktigt, men inte kontrollerats av Skatteverket, och få har redovisat detta. Från 2005 års taxering har Skatteverket tryckt på för att få redovisning av detta, bland annat genom särskild ruta på kontrolluppgiften.
Anledningen till att detta görs är en politisk önskan att få fler att åka kollektivt.

## Storlek
Storleken på förmånen anses vara vad den anställde själv skulle betala om arbetsgivaren inte ägde parkeringsplatsen och inte subventionerade något.
På många håll är det inget värde på förmånen eftersom man kan parkera gratis på gator i närheten.
För att hålla reda på vem som parkerar och inte, behöver arbetsgivaren, om det anses vara en förmån, dela ut tillstånd att parkera. Arbetstagare som inte parkerar sin bil och inte vill betala för förmånen får avsäga sig tillståndet.